# Мудров, Сергей Алексеевич
Сергей Алексеевич Мудров (род. 8 сентября 1990, Кинешма) — мастер спорта России международного класса по лёгкой атлетике (прыжок в высоту),
чемпион Европы по лёгкой атлетике в помещении 2013 года.

## Основные соревнования
| Год  | Турнир                                               | Место проведения | Место             | Результат |
| ---- | ---------------------------------------------------- | ---------------- | ----------------- | --------- |
| 2007 | 5 юношеский чемпионат мира                           | Острава          | Серебряный призёр | 2.22 м    |
| 2008 | Чемпионат России среди юниоров                       | Россия Чебоксары | Чемпион           | 2.18 м    |
| 2008 | 12 Чемпионат мира среди юниоров                      | Быдгощ           | 4                 | 2.17 м    |
| 2009 | Чемпионат Европы среди юниоров                       | Нови-Сад         | Чемпион           | 2.25 м    |
| 2010 | Чемпионат России среди молодёжи в помещении          | Волгоград        | 5                 | 2.15 м    |
| 2010 | Чемпионат России в помещении                         | Москва           | 6                 | 2.24 м    |
| 2010 | Чемпионат России среди молодёжи                      | Чебоксары        | Чемпион           | 2.27 м    |
| 2010 | II летняя спартакиада молодёжи России                | Саранск          | Чемпион           | 2.26 м    |
| 2011 | Чемпионат России в помещении                         | Москва           | Чемпион           | 2.30 м    |
| 2011 | Чемпионат Европы по лёгкой атлетике в помещении 2011 | Париж            | 18                | 2.17 м    |
| 2011 | Чемпионат России среди молодёжи                      | Ерино            | Чемпион           | 2.24 м    |
| 2011 | Молодёжный чемпионат Европы по лёгкой атлетике       | Острава          | Серебряный призёр | 2.30 м    |
| 2011 | Летняя Универсиада 2011                              | Чэньчжэнь        | Бронзовый призёр  | 2.24 м    |
| 2012 | Чемпионат Европы по лёгкой атлетике 2012             | Хельсинки        | 4                 | 2.28 м    |
| 2012 | Чемпионат России по лёгкой атлетике                  | Чебоксары        | 5                 | 2.31 м    |
| 2012 | Чемпионат России среди молодёжи                      | Ерино            | Бронзовый призёр  | 2.24 м    |
| 2013 | Чемпионат России в помещении                         | Москва           | Чемпион           | 2.34 м    |
| 2013 | Чемпионат Европы по лёгкой атлетике в помещении 2013 | Гётеборг         | Чемпион           | 2.35 м    |
| 2013 | Летняя Универсиада 2013                              | Казань           | Чемпион           | 2.31 м    |

## Награды
- Почётная грамота Президента Российской Федерации (19 июля 2013 года) — за высокие спортивные достижения на XXVII Всемирной летней универсиаде 2013 года в городе Казани[1]